# Bjeloruski rubalj
Bjeloruski rubalj (blr. беларускі рубель), ISO 4217: BYR, je naziv valute koja se koristi u Bjelorusiji. Dijeli se na 100 kopjejki.
Nakon raspada SSSR-a i stjecanja bjeloruske neovisnosti, do svibnja 1992. se u Bjelorusiji koristio sovjetski rubalj, kao i novi ruski rubalj. U svibnju 1992. je Narodna banka Bjelorusije izdala prve postsovjetske bjeloruske rublje (ISO kod BYB), a zamijenili su postojeći ruski rubalj u omjeru 10:1. Trebalo je 2 godine da rubalj postane službena valuta zemlje.
Zbog visoke stope inflacije, 2000. godine uveden je novi rubalj (ISO kod BYR), koji je zamijenio postojeći u omjeru 1000:1. Izdane su samo novčanice, dok se kovanice izdaju samo u prigodnim slučajevima i namijenjene su kolekcionarima. Novčanice u optjecaju su: 100, 500, 1000, 5000, 10000, 20000, 50000, 100000 i 200000. Zbog iznimno male vrijednosti više se ne koriste novčanice od 1 i 5 rubalja.
Od trenutka dolaska na vlast, predsjednik Aleksandar Lukašenko bio je veliki zagovornik zajedničke valute Rusije i Bjelorusije. Planirano je da Bjelorusija pređe na ruski rubalj 2003., kako bi tijekom 2007. ili 2008. bila uvedena nova zajednička valuta. To nije nikad provedeno, a upitno je hoće li se i provesti u budućnosti.
Od 2008. godine, tečaj rublja vezan je za američki dolar.
2016. godine uveden je novi rubalj (ISO kod BYN), koji je zamijenio postojeći u omjeru 10000:1.

## Vanjske poveznice
- Narodna banka Bjelorusije